# Arrah

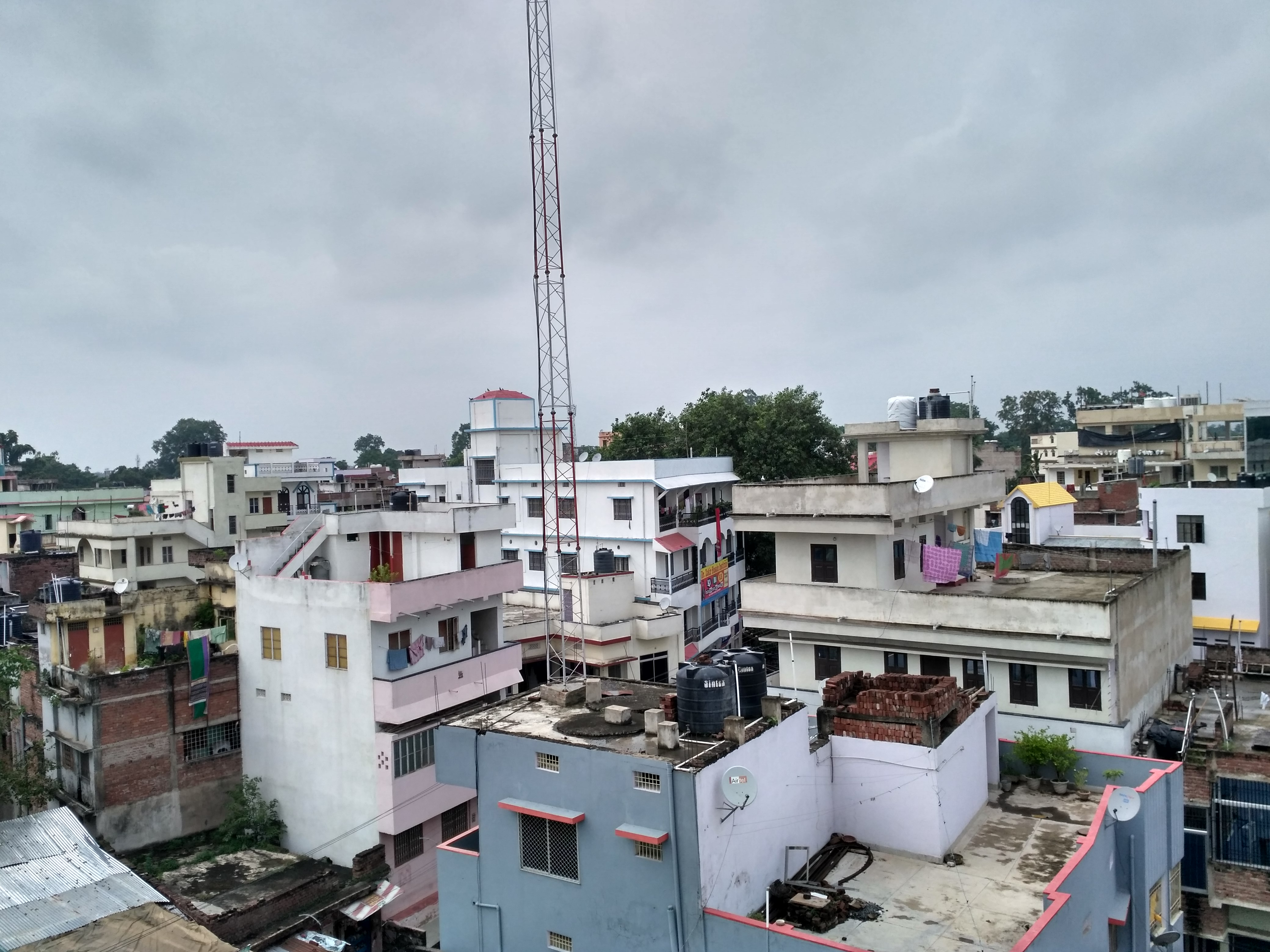
Arrah – Stadtansicht

Arrah ist eine nordindische Großstadt mit rund 290.000 Einwohnern im Bundesstaat Bihar.

## Lage und Klima
Arrah liegt im fruchtbaren Schwemmland zwischen den Flüssen Ganges und Son ca. 53 km westlich von Patna und ca. 200 km östlich von Varanasi. Die Stadt liegt am Son-Kanal und gut 15 km südlich vom Ganges gelegen im Distrikt Bhojpur, dessen Hauptstadt sie auch ist. Die Stadt hat einen Bahnhof und ist gut an das Eisenbahnnetz angeschlossen. Zudem verfügt sie über einen kleinen Flughafen und ist mit Fernstraßen zumeist in Ost-West-Richtung mit anderen Städten verbunden. Seit dem Jahr 2017 führt die Arrah–Chhapra Bridge über den Ganges. Innerhalb der Stadt befinden sich auch mehrere kleine Seen, die aber häufig sehr verschmutzt sind.
Im Sommer herrscht ein sehr feuchtes, heißes Monsunklima, dessen oft starke Niederschläge die Stadt und ihre Umgebung monatelang überschwemmen. Die Wintermonate hingegen sind trockener und deutlich kühler.

## Bevölkerung
| Jahr      | 1901   | 1951   | 2001    | 2011    |
| Einwohner | 46.170 | 64.205 | 203.380 | 261.430 |

Beim Census des Jahres 2011 waren ca. 83 % der Einwohner Hindus und etwa 16 % Moslems. Die übrigen Religionen Indiens bildeten zahlenmäßig kleine Minderheiten. Der Anteil der männlichen Einwohner überstieg den der weiblichen um ca. 15 %.

## Wirtschaft und Infrastruktur
Als ein Zentrum in einer landwirtschaftlich sehr intensiv genutzten Region bildet der Handel mit den Hauptprodukten Getreide (Weizen, Mais) und Zuckerrohr sowie Ölsaaten den noch bedeutendsten Wirtschaftszweig. Aber auch Industrien wie Chemie (Aurah Bihar Chemical Industries) oder ein Glaswerk (Mau Durga Glass Industrie) haben sich angesiedelt.

## Geschichte
Arrahs „Vorgeschichte“ wird über einen Mythos definiert. Der gutmütige König Moradhwaj lebte vor langer Zeit in der Gegend des heutigen Arrah und war sehr unglücklich darüber, dass er noch keinen Sohn als Nachfolger bekommen hatte. So flehten er und seine Frau die Göttin Durga an, die ihn im Traum anschließend mit einem Sohn segnete. Als dieser dann geboren und älter wurde, erschien Durga nochmals dem König im Traum und forderte ebendieses Kind zum Opfer. Die Göttin verlangte zudem noch, das Opfer mit einer Säge zerteilen zu lassen, worauf sich der Sage nach der Prinz allerdings ohne Widerstand fügte und der göttlichen Anweisung folgte. So wurde dann an jener Stelle der „göttlichen Opferung“ ein Tempel zum Gedenken an die Göttin Durga errichtet, der noch heute als Aranya-Devi-Tempel verehrt und täglich von hunderten Gläubigen besucht wird.

## Sehenswürdigkeiten

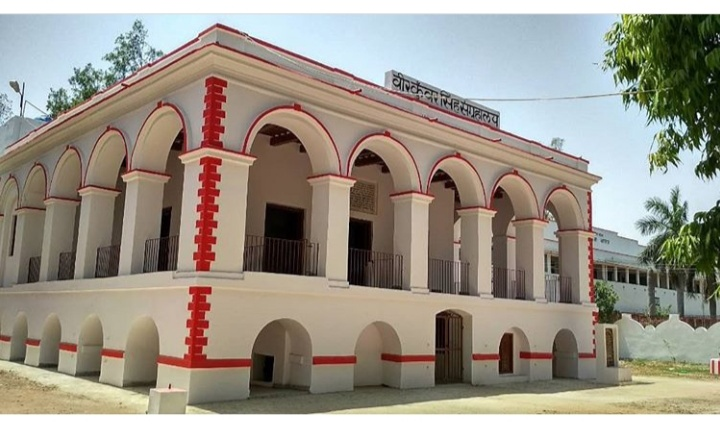
Arrah House

- Der mitten in der Stadt gelegene Aranya-Devi-Tempel gilt als religiöses Zentrum, wo die Gläubigen der Göttin Durga Opfergaben aus Brot und Süßigkeiten darbringen.
- In der Stadt befinden sich zahlreiche weitere Tempel, darunter auch der dem 24. Tirthankara Mahavira geweihte Bisram-Jain-Tempel.
- Die älteste Moschee der Stadt ist die im Jahr 1623 erbaute Shahi Masjid, nahe dem Aranya-Devi-Tempel, die zur Zeit des Großmoguln Shah Jahan errichtet wurde, sowie die Maulabagh-Moschee aus dem Jahr 1817.
- Auf dem Gelände der im Jahr 1954 gegründeten Universität steht das zur Zeit der britischen Kolonialverwaltung erbaute und heute als Museum genutzte  Arrah House.